# Poieni, Herța
Poieni, întâlnit și sub forma Poieni-Bucovina (în ucraineană Буківка, transliterat: Bukivka, în rusă Буковка, transliterat: Bukovka și în germană Pojenille) este un sat reședință de comună în raionul Herța din regiunea Cernăuți (Ucraina). Are 929 locuitori, preponderent români.
Satul este situat la o altitudine de 346 metri, în partea de sud-vest a raionului Herța, pe malul râului Molnița.

## Istorie
Localitatea Poieni a făcut parte încă de la înființare din regiunea istorică Bucovina a Principatului Moldovei. După anexarea Bucovinei de către Imperiul Habsburgic în anul 1774, localitatea Poieni a făcut parte din Ducatul Bucovinei, guvernat de către austrieci, făcând parte din districtul Siret (în germană Sereth).  
După Unirea Bucovinei cu România la 28 noiembrie 1918, satul Poieni a făcut parte din componența României, în Plasa Siretului a județului Rădăuți. Pe atunci, majoritatea populației era formată din români. 
Ca urmare a Pactului Ribbentrop-Molotov (1939), Bucovina de Nord a fost anexată de către URSS la 28 iunie 1940. Bucovina de Nord a reintrat în componența României în perioada 1941-1944, fiind reocupată de către URSS în anul 1944 și integrată în componența RSS Ucrainene. 
Începând din anul 1991, satul Poieni face parte din raionul Herța al regiunii Cernăuți din cadrul Ucrainei independente. La recensământul din 1989, numărul locuitorilor care s-au declarat români plus moldoveni era de 836 (829+7), reprezentând 96,42% din populația localității . În prezent, satul are 929 locuitori, preponderent români.

## Demografie
Componența lingvistică a comunei Poieni
     Română (96,44%)
     Ucraineană (3,01%)
     Alte limbi (0,54%)
Conform recensământului din 2001, majoritatea populației comunei Poieni era vorbitoare de română (96,44%), existând în minoritate și vorbitori de ucraineană (3,01%).
1989: 867 (recensământ)
2007: 929 (estimare)

## Recensământul din 1930
Componența etnică a comunei Poieni (județul Rădăuți)
     Români (100%)
Componența confesională a comunei Poieni
     Ortodocși (98,27%)
     Baptiști (1,06%)
     Evanghelici/Luterani (0,67%)
Conform recensământului efectuat în 1930, populația comunei Poieni se ridica la 754 locuitori. Toți locuitorii erau români (100,0%). Din punct de vedere confesional, majoritatea locuitorilor erau ortodocși (98,27%), dar existau și baptiști (1,06%) și evanghelici\luterani (0,67%). 

## Obiective turistice
- Biserica de lemn cu hramul "Sf. Dimitrie" - construită în anul 1811 [4] [5]
- Biserica nouă cu hramul "Sf. Dimitrie" - construită din cărămidă în anul 1997 cu sprijinul Federației Petrom din România și sfințită la 30 august 1998 [6]